# Mary E. Bradley Lane
Mary E. Bradley Lane, née le 3 juillet 1844 à St Mary's en Ohio et morte le 6 janvier 1930 dans le Comté de Hamilton en Ohio est une enseignante et autrice américaine de science-fiction féministe, et l'une des premières femmes à avoir publié un roman de science-fiction aux États-Unis, d'abord sous forme de feuilleton dans un journal de Cincinnati. Ce roman, intitulé Mizora: A Prophecy a été publié en 1880 et est resté remarquable par le radicalité de l'utopie féministe qui y est présentée en regard des normes sociétales du XIXe siècle. Mary E. Bradley Lane a publié un deuxième roman en 1895, intitulé Escanaba qui reste cependant introuvable,.